# 페스터스 모하에
페스터스 곤테반예 모하에(영어: Festus Gontebanye Mogae, 1939년 8월 21일~)는 1998년부터 2008년까지 보츠와나의 제3대 대통령을 지낸 보츠와나의 정치인이자 경제학자이다. 그는 1998년 퀘트 마시레의 뒤를 이어 대통령이 되었고 2004년 10월에 재선되었고, 그는 10년간의 재임 끝에 2008년에 물러났고 이언 카마가 그 뒤를 이었다.

## 어린 시절
모하에는 영국에서 경제학을 공부했는데, 처음에는 옥스퍼드 대학교 유니버시티 칼리지, 그 다음에는 서식스 대학교에서 공부했다. 그는 국제 통화 기금과 보츠와나 은행에서 일하기 전에 공무원으로 일하기 위해 보츠와나로 돌아왔다. 그는 이후 1980년부터 1981년까지 보츠와나 은행 총재를 역임했다. 그는 1989년부터 1998년까지 재무장관을 역임했다. 그는 1991년부터 1998년까지 보츠와나의 부통령이었다.

## 대통령직
모하에의 정당인 보츠와나 민주당(BDP)은 1999년 10월 총선에서 권력을 유지했고, 모하에는 1999년 10월 20일 가보로네의 국립 경기장에서 줄리언 응가누누 대법원장에 의해 5년 임기를 위한 선서를 했다. 이 자리에서, 그는 빈곤과 실업과의 싸움에 집중하겠다고 맹세했다.
2004년 10월 총선에서 BDP가 승리한 후, 모하에는 2004년 11월 2일에 다른 임기를 위해 선서했다. 모하에는 2016년까지 보츠와나에서 중단하기로 약속한 HIV/AIDS의 확산뿐만 아니라 빈곤과 실업 문제를 해결하겠다고 약속했다.
2007년 7월 14일, 모하에는 9개월 후에 사임할 의사를 확인했다. 그는 2008년 4월 1일 대통령직에서 물러났고, 부통령 이언 카마가 뒤를 이었다.

## 퇴임 이후
모하에는 현재 유엔 기후변화 사무총장의 특사로 활동하고 있다. 2010년, 그는 미국 비영리 단체 티치에이즈의 자문 위원회에 가입했다. 그는 현재 초피스 슈퍼마켓 그룹의 회장으로 재직하고 있으며, 2011년에 529,000 풀라를 벌었다.
2013년 모하에는 탄자니아의 전 대통령 벤저민 음카파와 함께 마드리드클럽과 공동으로 UONGOZI 연구소가 주최한 지속 가능한 개발 심포지엄의 공동 의장을 맡았으며, 이 심포지엄에는 음카파도 참여했다.

## 사생활
페스터스 모하에는 1967년 바바라 모하에와 결혼했다. 그들은 1969년과 1987년 사이에 태어난 세 명의 딸을 두고 있다.

## 훈장
모하에는 보츠와나를 민주주의와 좋은 통치의 "모델"로 만든 그의 "모범적인 리더십"으로 인해 2008년 3월 20일, 프랑스 대통령 니콜라 사르코지로부터 레지옹 도뇌르 훈장을 받았다.